# Kaze to Ki no Uta
Kaze to Ki no Uta (風と木の詩, lit. "A Canção do Vento e das Árvores") é uma série de mangá escrita e ilustrada por Takemiya Keiko. Retrata de forma dramática e trágica a vida de um jovem visconde francês.
Em 1979, foi premiado com o prestigiado Shogakukan Manga Award pelo mangá shōen / shōjo.

## História
Na cidade de Arles, França do século XIX, o anime conta em "flashback" a história de Serge Battour, agora quase adulto, retornando à sua antiga escola. Ele é filho único de um nobre, mas que acabou morrendo e deixando o jovem sozinho com a sua mãe (que um ano depois o deixou também). Serge, passeando pela escola, relembra de todos os locais por onde passou, as situações que viveu até chegar à porta de seu antigo quarto, onde apenas ouve-se um doce sussurro de sua voz ecoar antes do início da história.
"Gilbert, sou eu. Desculpe-me por te fazer esperar tanto, mas agora estou aqui novamente, Gilbert. Certo? Estou entrando"
Gilbert Cocteau, antigo colega de quarto de Serge. 
A partir deste momento, a animação narra a história dos primeiros três volumes do mangá, de maneira um pouco resumida. A história tem 17 volumes no total, que por sua vez exploram melhor a relação de ambos os personagens e as suas próprias construções. 
Personagens cheios de traumas, angústias e medos. Um presente no qual se deseja esconder, tal como o passado. Keiko Takemiya "brinca" muito com o psicológico de suas personagens e o de seus leitores também. É uma história sobre diferentes visões do balançar sincronizado das árvores; visões extremamente caóticas ou leves e acolhedoras. Talvez, em dados momentos, as duas. O peso do poema é muito forte na história, visto que em diversos momentos é possível vê-lo refletido em certas situações, mas seu principal papel é a conclusão final do desenvolvimento do protagonista. Esse poema trás muito da conclusão do mangá, apesar de não ter tanto significado quando lido à primeira vista. 
É uma história sobre amar, ser ferido e ferir. É o laço de amor entre as personagens, o poema do vento e das árvores. 
-A história também tem uma forte ligação com a música clássica, um ponto interessante de se comentar.

## Personagens/ parte da história
Gilbert
Um jovem que quando muito novo foi abandonado pelos pais e criado pelo tio, um homem muito rico que financia a escola, chamado August Beau. Este que por sua vez o tortura e manipula, faz dele seu escravo sexual. Apesar de tudo, Gilbert não consegue ver o verdadeiro monstro que August é. Sendo manipulado desde pequeno, Gilbert realmente acredita que seu tio o ama, quando na verdade, ele só é visto como um brinquedo, mas este não descartável, afinal, August investe boa parte de seu tempo o perturbando para que ele, pela boca do mesmo, "se desenvolva artisticamente". Inconscientemente e conscientemente, Gilbert sofre muito com isso, apesar de fingir não se importar e de até fingir gostar. Entretanto, seus tormentos são tão grandes que ele não consegue suportar sua carga sozinho. É nesse contexto que Serge faz diferença. Serge ensina Gilbert o que é amar verdadeiramente alguém. Em meio ao caos de sua vida, a única coisa que lhe trás luz é Serge.  

Serge
Rapaz extremamente educado e bondoso, uma pessoa de grande coração e um gênio em tocar piano. Quando chegou à Academia e descobriu sobre o seu colega de quarto não demorou muito para decidir que tentaria mudar Gilbert (é desta maneira que se está escrito no mangá, mas pode-se interpretar tal ação como o ato de tentar ajudá-lo a lidar com os seus problemas; é mais sutil do que parece ). Aos poucos, Serge começa a ver a beleza de Gilbert, e se apaixona por ele. É desse amor, que temos toda a sua construção. Serge se machuca muito com essa relação (Gilbert também, porém, Serge é muito mais desenvolvido nessa questão), mas ao mesmo tempo, se junta a Gilbert, formando um só coração. Serge o ama demais, verdadeiramente o ama. Mas em dado momento...  o vento que batia em seus galhos cessa, fazendo com que seu corpo apenas existisse, tendo um final trágico cheio de dor e sofrimento.  

## O Poema do Vento e das Árvores
No início e ao longo da obra, um poema se revela (inclusive na versão animada). O poema é traduzido para:

Gilbert Cocteau, você
foi a maior flor
que já floresceu na minha vida.

Nos distantes sonhos
da juventude, você era
uma vermelha brilhante chama, ardente
tão ferozmente...

Você era o
vento que agitava
meus galhos.

Você pode ouvir
o poema do
vento e das árvores?

Você pode ouvir o
farfalhar da nossa juventude?

Ó, deve haver
outros que
se lembram dos seus

próprios dias de juventude…